# Planta de municiones especiales de Klímovsk
La Planta de municiones especiales de Klímovsk (“KSPZ, S.A.C.”) (del ruso: Климовский специализированный патронный завод) es una empresa fabricante de municiones situada en la ciudad rusa de Klímovsk, cerca de Podolsk en la región de Moscú. Es aquí donde se fabrican el conocido cartucho 7,62 x 39 y una amplia variedad de cartuchos militares especiales SP (inclusive variantes antiblindaje) para varias pistolas rusas.

## Historia
En 1936 se inicia la construcción de una nueva planta de municiones en las cercanías de la ciudad de Podolsk. Fue llamada “Novopodolsky” y el 30 de diciembre del mismo año se le asignó el número oficial 188.
A finales de la década de 1930, la Planta Novopodolsky dominaba el ciclo completo de producción de los cartuchos que más necesitaba el Ejército Rojo: los de fusil (7,62 x 54 R) y pistola (7,62 x 25 Tokarev). Para 1941 la planta había empezado a producir compuestos pirotécnicos, a los cuales se le sumaron seis tipos de cartuchos de 7,62 mm y 12,7 mm. Entre estos figuraban los empleados por el fusil Mosin-Nagant, la pistola Tokarev TT-33, el revólver Nagant M1895 y la ametralladora pesada DShK, así como otros.
Además, en 1943 se creó un instituto de investigación científica para el diseño de cartuchos (NII-44) en la sede de la planta. Durante la Segunda Guerra Mundial, a pesar de las limitaciones y tras un gran aumento en la producción de armas nuevas y ya existentes, la producción de la planta aumentó en 19 veces. Por los logros obtenidos durante la guerra, el personal de la planta fue condecorado con la Orden de la Guerra Patria de 1.ª Clase.
En 1960 la planta fue rebautizada como “Planta de estampado de Klímovsk” (KSP). En el mismo periodo, las décasd de 1950 – 1960, se inició de forma experimental en la planta la fabricación automatizada de cartuchos 7,62 x 39. Estos son la munición empleada por los conocidos fusiles de asalto de la serie AK-47. Aún son empleados hoy, tanto para fusiles militares como de cacería, lo cual se refleja en la producción de la fábrica.
En el año 2000 presentó cartuchos con casquillos niquelados en la exposición internacional de armas IWA en Núremberg, Alemania, obteniendo un contrato de exportación. Posteriormente, la planta empezó a producir seis variantes del 7,62 x 39 con casquillo bimetálico.
Casi al mismo tiempo aparecieron los cartuchos deportivos para pistola de la marca KSP: 9 x 19 Parabellum y 9 x 18 Makarov; los cartuchos de cacería 5,56 "Magnum" .223 Remington (5,56 x 45) y .308 Winchester (7,62 x 51); un cartucho 7,62 x 39 para subfusiles con una bala que tiene mayor poder de penetración. Estos cartruchos provocaron un gran interés entre los clientes extranjeros.
En el año 2001 fue creada la “Planta de municiones especiales de Klímovsk, S.A.C.” a partir de la “Planta de estampado de Klímovsk, S.A.A.”. Los propietarios tenían la intención de salvar la planta y empezaron a invertir recursos financieros en la capacidad defensiva del país, fabricando municiones y armamento necesarios para mantener la seguridad de Rusia, aunque esto no daba beneficio rápido.
Siguiendo la nueva tendencia de pistolas traumáticas (no-letales, que disparan balas de goma y tienen cañones parcialmente obstruidos) que son ampliamente publicitadas en Rusia con gran éxito, la fábrica empezó a producir cartuchos no-letales para hacer frente a la demanda.
En el año 2006 la planta celebró sus 70 años estando en su auge. Actualmente la “KSPZ, S.A.C.” es una empresa rusa líder y es la única de la zona de la capital que fabrica cartuchos y armas de alta fiabilidad y calidad y que tiene seguridad en su futuro.
El 18 de junio de 2008 la planta fue rebautizada con el nombre de Y.V. Andrópov, el expresidente del Comité para la seguridad del Estado de la Unión Soviética (la KGB).

## Productos

### Cartuchos

#### Militares
Nota: SP es la abreviación de Специальный патрон — "Cartucho Especial"; la denominación empezó con el SP-1, el cartucho silencioso con pistón experimental de la década de 1950. El SP-4 fue desarrollado para la pistola silenciosa PSS y el cuchillo balístico NRS-1. Los cartuchos SP-5 y SP-6 fueron desarrollados para los fusiles de propósito especial VSS Vintorez y AS Val.
- Cartucho 9 x 18 Makarov 'SP7' con bala de punta hueca y un núcleo de polietileno en la cavidad de expansión.[2]
- Cartucho silencioso con pistón interno 7,62 x 31 'SP4'.[1]
- Cartucho 9 x 18 Makarov 'SP8' con bala de baja penetración (para emplearse en una toma de rehenes a bordo de un avión).[3]
- Cartucho subsónico para fusil de francotirador 9 x 39 'SP6' con bala antiblindaje con núcleo de acero.[1]
- Cartucho subsónico para fusil de francotirador 9 x 39 'SP5'.[1]
- Cartucho 7,62 x 39 Modelo 1943, con bala con núcleo de acero.
- Cartucho 9 x 19 Parabellum.
- Cartucho 9 x 17 Corto.

#### Caza
- Cartucho de caza 7,62 х 39 con bala FMJ de 8 g
- Cartuchos de caza 7,62 х 39 con bala FMJ de 9 g
- Cartucho de caza 7,62 х 39 con bala HP de 8 g
- Cartucho de caza 7,62 х 39 con bala HP de 9 g
- Cartucho de caza 7,62 х 39 con bala SP de 8 g

#### Pequeño calibre
- Cartucho para fusil de 5,6 mm “Record” (.22 Long Rifle)
- Cartucho para fusil de 5,6 mm “Record-Bi” (.22 LR)
- Cartucho para fusil de 5,6 mm “Temp” (.22 LR)
- Cartucho para fusil de 5,6 mm “Standart” (.22 LR)
- Cartucho para fusil de 5,6 mm “Standart-L” (.22 LR)
- Cartucho para fusil de 5,6 mm “Ojotnik” (.22 LR)
- Cartucho para fusil de 5,6 mm “Match” (.22 LR)
- Cartucho para fusil de 5,6 mm “Biatlon” (.22 LR)
- Cartucho para pistola de 5,6 mm “Temp” (.22 LR)
- Cartucho para pistola de 5,6 mm “Temp-PU” (.22 Corto)

#### Industriales
- Cartucho industrial de 6,8/11
- Cartucho industrial de 6,8/18

#### No letales
- Cartucho de 9 mm Р.А. “Trenirovochnie” (de entrenamiento)
- Cartucho de 9 mm Р.А. “Uboynie” (bala de goma)
- Cartucho de 9 mm Р.А. “Uboynie+” (bala de goma +)

#### Neumáticos
- Balín de 4,5 mm 'Diablo-1'
- Balín de 4,5 mm 'DTz' (del ruso: ДЦ)
- Balín de 4,5 mm 'DTz-M' (del ruso: ДЦ-M)

### Armas

#### Pistolas
- Pistola de 9 mm РА "Horhe" (del ruso: Хорхе) (civil)
- Pistola de 9 mm РА "HORHE-S" (del ruso: Хорхе-С) (policial)
- Pistola de 9 mm РА "HORHE-1" (del ruso: Хорхе-1) (civil) con armazón de plástico
- Pistola de 9 mm РА "HORHE-1S" (del ruso: Хорхе-1С) (policial) con armazón de plástico

### Fusiles
- Fusil neumático pre-cargado (PCP) Jäger